# Monumento de Guerra Soviético (Treptower Park)
Monumento Conmemorativo a los Soldados Soviéticos ubicado en Treptower Park (también llamado Monumento de Treptower) es un monumento conmemorativo en el parque de Treptow (en Berlín) y lugar de descanso final de 7000 soldados del Ejército Rojo. La mayoría de ellos  están enterrados bajo las secciones de la superficie de césped, situadas más profundas. La estructura fue construida por el ejército  soviético tras la Segunda Guerra Mundial para honrar a los soldados del Ejército Rojo caídos en su lucha para derrotar a la Alemania nazi. Las obras de construcción del conjunto arquitectónico tuvieron lugar entre 1946 y 1949, al finalizar se convirtió en la estructura más grande de su tipo en Alemania y el conjunto conmemorativo soviético más importante de Berlín, como así también en el monumento comunista más grande de toda Europa occidental, con 100 000 metros cuadrados. Para su construcción se utilizaron 40 000 metros cúbicos de granito.

## Historia
Tras el final de la Segunda Guerra Mundial, el Ejército Rojo erigió cuatro monumentos de guerra en la ciudad de Berlín. En conmemoración a los soldados muertos, especialmente los aproximadamente 80 000 soldados soviéticos que cayeron durante la batalla de Berlín. Estos no solo fueron monumentos dedicados a la victoria soviética sobre Alemania, sino también cementerios militares y, por lo tanto, sepulcros de soldados soviéticos en Alemania. Entre los monumentos conmemorativo soviéticos están Schönholzer Heide (brezal de Schönholz) y el que se encuentra en Tiergarten, cercano al edificio del Reichstag.
El diseño del monumento en el Parque de Treptow fue seleccionado mediante un concurso realizado por las fuerzas de ocupación soviéticas en Berlín. Desde junio de 1946 al menos 52 diseñadores presentaron un proyecto. Los responsables estudiaron varias propuestas presentadas y eligieron una de creación colectiva, presentada por el arquitecto soviético Yákov Belopolski, el escultor Yevgeni Vuchétich, el pintor Anatoli Gorpenko y la ingeniera y escultora Sarra Valerius. En el dibujo original del monumento principal figuraba una sub ametralladora automática, sin embargo Stalin vio el dibujo y sugirió sustituir esa arma por una espada.
En el proyecto que comprendía unas 10 hectáreas de terreno en total; los ingenieros utilizaron unos 40 mil metros cúbicos de cemento durante las obras de construcción. El lugar seleccionado para llevar a cabo las obras hasta entonces era un gran campo deportivo.
En la inauguración del monumento conmemorativo soviético en el Parque de Treptow, el 8 de mayo de 1949, cuarto aniversario del final de la guerra, Otto Grotewohl, uno de los copresidentes del SED y más tarde primer ministro, fundador ese mismo año la República Democrática Alemana, dedicó el monumento en agradecimiento a los soldados soviéticos que entregaron sus vidas. Como jefe de la delegación alemana terminó su discurso con estas palabras:

“Damos las gracias al glorioso Ejército soviético que nos ha liberado del flagelo de la humanidad; el fascismo. La promesa de millones de proletarios es en este momento: la lucha por la democracia, la paz y el socialismo”.

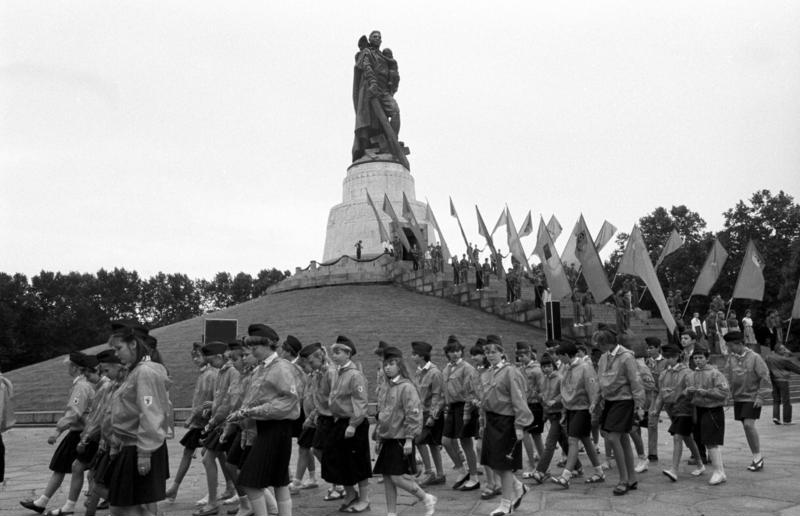
335 Pioneros de Lenin, junto a 335 Pioneros de Ernst Thälmann, miembros de la Juventud Libre Alemana (FDJ), y miembros del Komsomol soviético, colocan una corona en el monumento principal, julio de 1989.

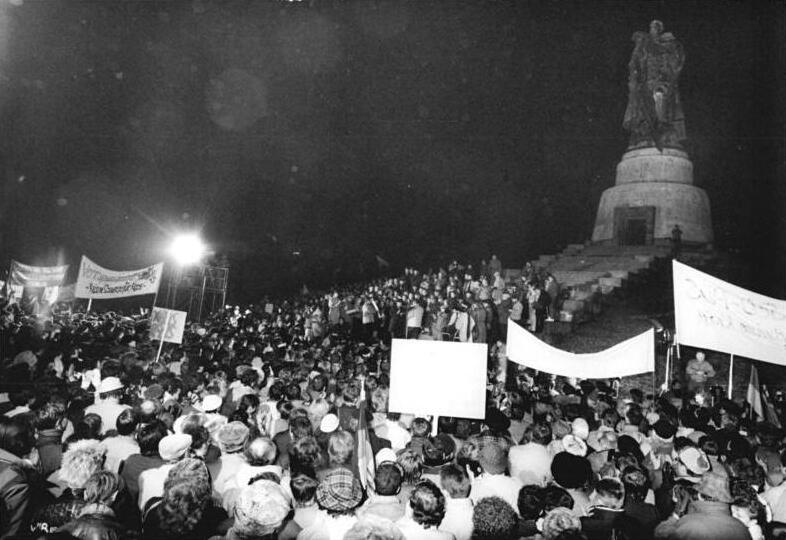
Manifestación de protesta de unos 250.000 ciudadanos de Berlín en contra de los neonazis, enero de 1990.

En 1985, durante el 40 aniversario del fin de la guerra, los representantes del movimiento de la juventud de la RDA organizaron una procesión con antorchas en conmemoración a los soldados en el Treptower Park. Aún en la actualidad el Estado organiza una ceremonia militar por la retirada de las tropas rusas de la RDA que se celebra ante este monumento. Después de un acto festivo de teatro en el mercado el 31 de agosto de 1994, la policía, 1000 soldados rusos y 600 soldados alemanes asistieron a una conmemoración conjunta de los soldados caídos. Ellos proporcionaron el marco para la colocación de las coronas durante la ceremonia, acompañada de breves discursos por el Canciller Federal Helmut Kohl y el presidente Borís Yeltsin. 
También se celebra anualmente en el monumento, cada 8 de mayo, una reunión conmemorativa con ofrendas florales, organizada por la Liga de Antifascistas en Treptow. El lema del evento es "Día de la Liberación", de la misma forma que la noche del 8 de mayo de 1945, día que se firmó en Karlshorst, Berlín, la rendición incondicional de Alemania por los líderes militares alemanes y sus aliados.
El 8 de mayo de 2015 unas 10 000 personas visitaron el monumento como parte de la tradición por el Día de la Memoria y el Dolor, y para conmemorar el 70 aniversario de la victoria sobre la Alemania Nazi.

### Importancia histórica
El monumento fue una imagen presente en la vida cotidiana de la RDA. El primer sello filatélico con valor de un marco tenía una imagen del Libertador Soviético. Con ocasión de la 40° aniversario del final de la guerra, se emitió una estampilla conmemorativa. En la Unión Soviética, el soldado libertador obra de Vuchetich fue representado en la moneda de 1 rublo, con la inscripción: Pobieda Nad Faschistskoi Germaniei (La victoria sobre la Alemania Nazi). La película La vida de los otros, ganadora del Óscar a la mejor película internacional (2006), fue ambientada  en éste monumento, entre otros.
Los monumentos de guerra soviéticos fueron, de hecho, un punto de negociación de gran importancia para la parte rusa en el tratado dos más cuatro para la reunificación alemana. La República Federal se comprometió a garantizar la continuidad de sus presupuestos para mantenerlos y repararlos indefinidamente. Cualquier cambio en los monumentos requiere la aprobación de la Federación Rusa.
Hay también voces críticas sobre el monumento. Entre otras cosas, hubo protestas contra las citas de Stalin.[cita requerida] La CDU había hecho en la Asamblea Municipal de Treptow-Köpenick la solicitud de eliminar estos textos. Debido a la incompetencia de esta solicitud, fue desestimada posteriormente. Algunas de las citas de Stalin han sido objeto de actos de vandalismo.
En el otoño de 2003 la escultura principal del soldado en el Parque de Treptow fue desmontada y enviada a un taller en la isla de Rügen para su restauración. El 2 de mayo de 2004 regresó a Berlín en barco y el 4 de mayo fue colocada en su ubicación original, totalmente restaurada.

## La estructura
Se ingresa al monumento conmemorativo de Treptow, procedente de la avenida de Puschkin, a través de un arco de triunfo de granito gris. Una inscripción en este "honra a los soldados que murieron por la libertad y la independencia de la patria socialista". Más allá del pabellón hay un monumento más, una estatua de tres metros de alto de una mujer; esa mujer es la patria que llora por la pérdida de sus hijos. Desde allí se puede ver más claramente el camino hasta llegar al monumento principal.
Un ancho y ligeramente creciente bulevar, bordeado por sauces a lo largo del camino central, lleva al eje principal de la instalación. Está marcado por dos grandes banderas estilizadas de granito rojo, inclinadas a ambos lados del camino. El mármol utilizado en su construcción fue extraído de la demolida Cancillería del Reich de Adolf Hitler. Al tope de estas dos estructuras se observa una escultura de bronce de un soldado arrodillado con uniforme, armado con una metralleta y con su casco en la mano. El soldado del lado derecho es un poco más joven que el del lado izquierdo. De aquí a pocos pasos se llega hasta el cementerio simbólico, que es el centro de la planta. Comienza con césped y pequeños arbustos plantados por las tumbas; son cinco bloques cuadrados, cada uno con una corona de laureles de bronce (la tumba real se encuentra, sin embargo, a los lados de los bloques, bajo los árboles y bajo el montículo).
El área central está flanqueada a ambos lados por 16 sarcófagos de mármol blanco, distribuidos a lo largo de la frontera exterior del campo. Cada sarcófago simboliza una de las 16 repúblicas soviéticas (entre 1940 y 1956, antes de la reorganización Carelo-finlandesa de la República Socialista Soviética Autónoma de Carelia había 16 repúblicas en la Unión Soviética). Situados a ambos lados, tienen relieves esculpidos de la historia de la Gran Guerra Patria, la gran contribución de los pueblos soviéticos, y en la parte lateral de cara a la parte céntrica citas de Iósif Stalin, en ruso a la izquierda (hacia el norte) y la traducción alemana a la derecha (hacia el sur) de la estructura.
Cada sarcófago alude a temas muy específicos: el ataque alemán, destrucción y sufrimiento causados en la Unión Soviética, el sacrificio y la renuncia del pueblo soviético, el apoyo al ejército, el heroísmo, la heroica lucha del ejército, el sacrificio y el sufrimiento de los soldados, la victoria y la muerte heroica.
Los últimos dos sarcófagos que están dedicados a la muerte heroica, se ubican en una línea que limita con el montículo artificial, en el que se encuentra la base cónica con la monumental escultura de "El Libertador Soviético" del escultor  Yevgueni Vuchétich, que domina el horizonte del monumento.

### Composición de la escultura principal
La figura representa a un soldado que protege con la mano izquierda a una niña y con la derecha sostiene una espada que representa la victoria, incrustada sobre una esvástica nazi destruida, que parece sucumbir bajo sus botas.
La escultura de 12 metros de altura y con un peso de 70 toneladas está encima de un pabellón, que a su vez se encuentra en la cima de la colina. La cúpula del pabellón está rodeada por un mosaico con una inscripción en ruso y en alemán, aunque con errores de traducción. Este mosaico fue uno de los primeros contratos importantes en el período de posguerra para la empresa August Wagner, talleres combinados de mosaicos y vidrieras en Berlín-Neukölln.
La colina representa un "Kurgan" (sepulcros medievales eslavos altos) como modelo. Los Kurganes fueron utilizados con frecuencia en las instalaciones de monumentos soviéticos en Odesa, Donetsk, Smolensk, Kiev, Minsk y Volgogrado. El parque de Treptow está situado en las colinas, la estatua junto con su cúpula mide 30 metros y es la estructura más alta en todo el monumento.
| Detalles del monumento principal:            |                                                                |                                                   |                                                             |
|                                              |                                                                |                                                   |                                                             |
| El “soldado libertador soviético” y la niña. | Detalle: La "esvástica siendo destruida" en la parte inferior. | Mosáico del pabellón en el interior del pedestal. | Inscripción del pedestal con la palabra "Gloria" en alemán. |

El escultor mantuvo varias entrevistas, por ejemplo, con la revista Berliner Zeitung, del 14 de septiembre de 1966, en ella hace hincapié en que la representación del soldado con la niña rescatada tiene un significado simbólico y no alusivo a un incidente preciso. El modelo de la figura de bronce fue el soldado soviético Iván Odartschenko; sin embargo, se cree Vuchetich se inspiró en la historia del sargento Nikolái Ivanovich Masalov (1921-2001), quien el 30 de abril de 1945, durante el asalto a la Cancillería del Reich, rescató a una niña perdida que vagaba cerca del Puente de Potsdamer Platz y la llevó a un lugar seguro. Este hecho recibió una amplia difusión en la RDA. En su honor fue colocada en el puente sobre el Canal Landwehr una placa conmemorativa. También se le consideró por mucho tiempo el modelo utilizado para los soldados del parque de Treptow. A pesar de que hay quienes piensan que este hecho se trató de propaganda soviética,[cita requerida] oficialmente existen documentos que permiten sustentar al menos cinco casos de soldados rusos que rescataron niños pequeños alemanes y los entregaron a orfanatos durante la batalla de Berlín.
Otra versión dice que el monumento se inspira en el heroísmo de los soldados soviéticos y extrabajadores de la planta de radio de Minsk (Bielorrusia) TA Lukjanowitsch que pagaron con sus vidas por el rescate de una niña en Berlín. Fuente para esta versión es el libro “Berlín, 896 kilómetros” del periodista y escritor soviético Borís Polevoy.

## Galería

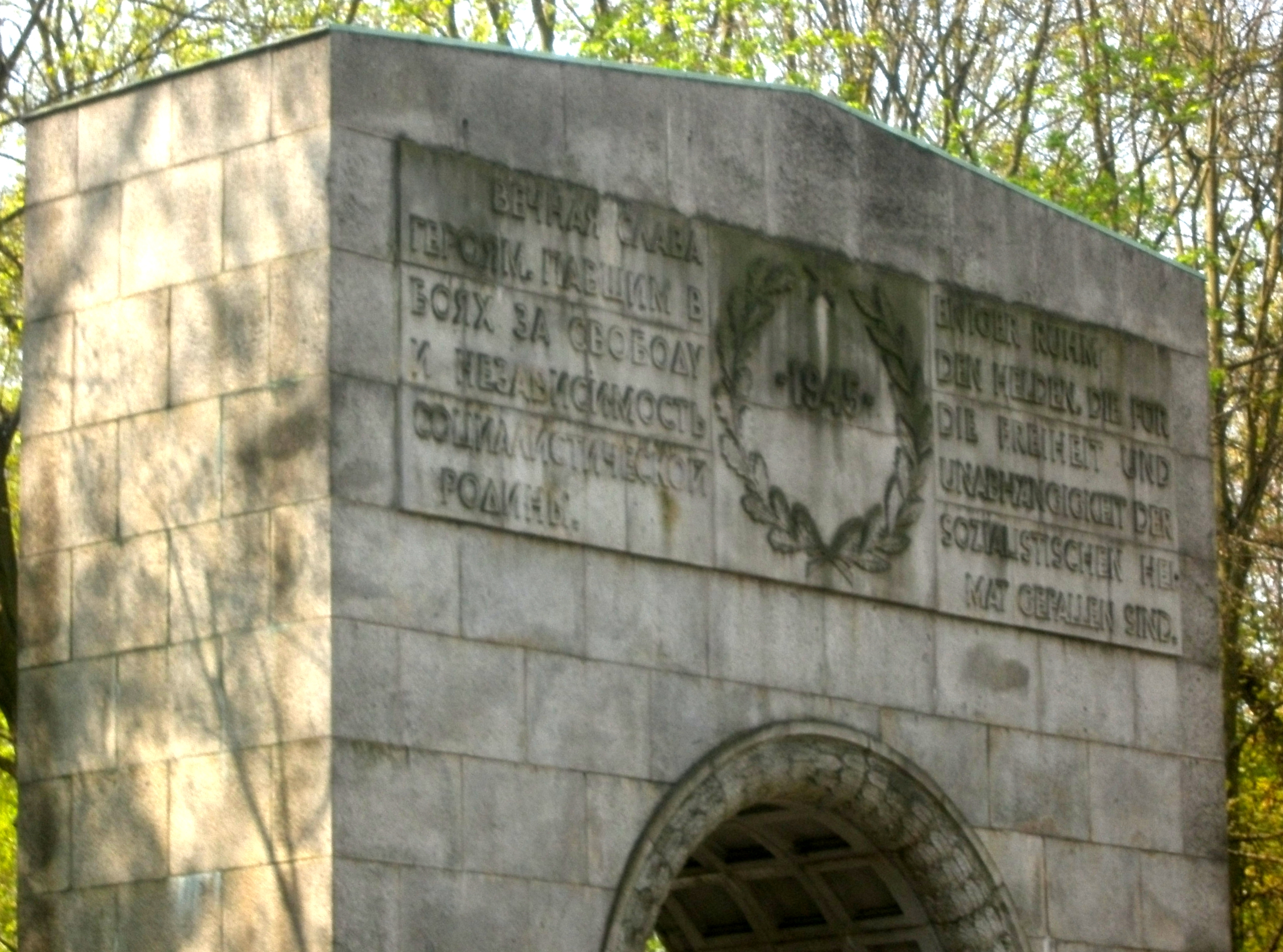
Portal en la entrada del monumento.
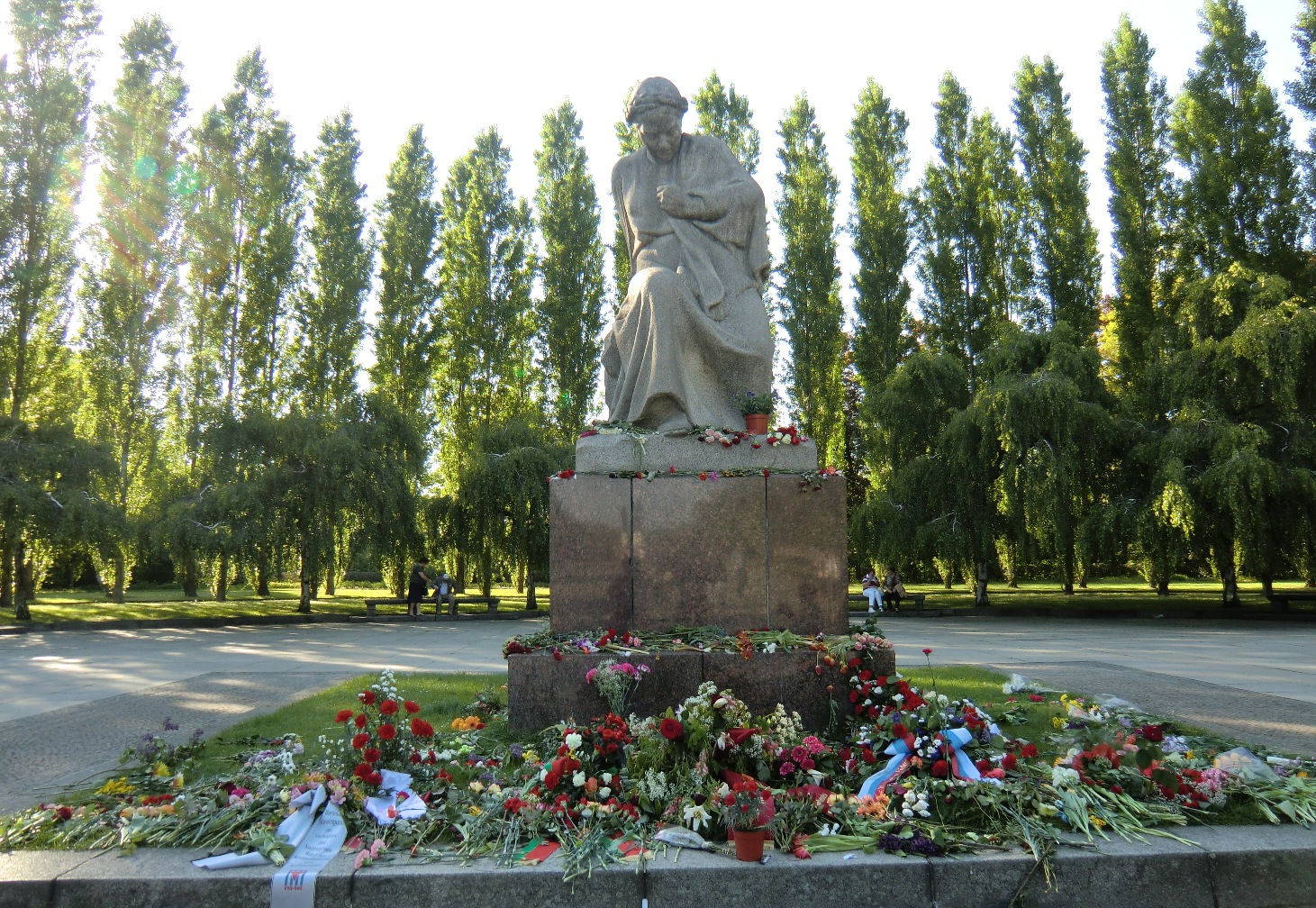
Estatua de la “Madre Patria” en el patio principal del monumento.
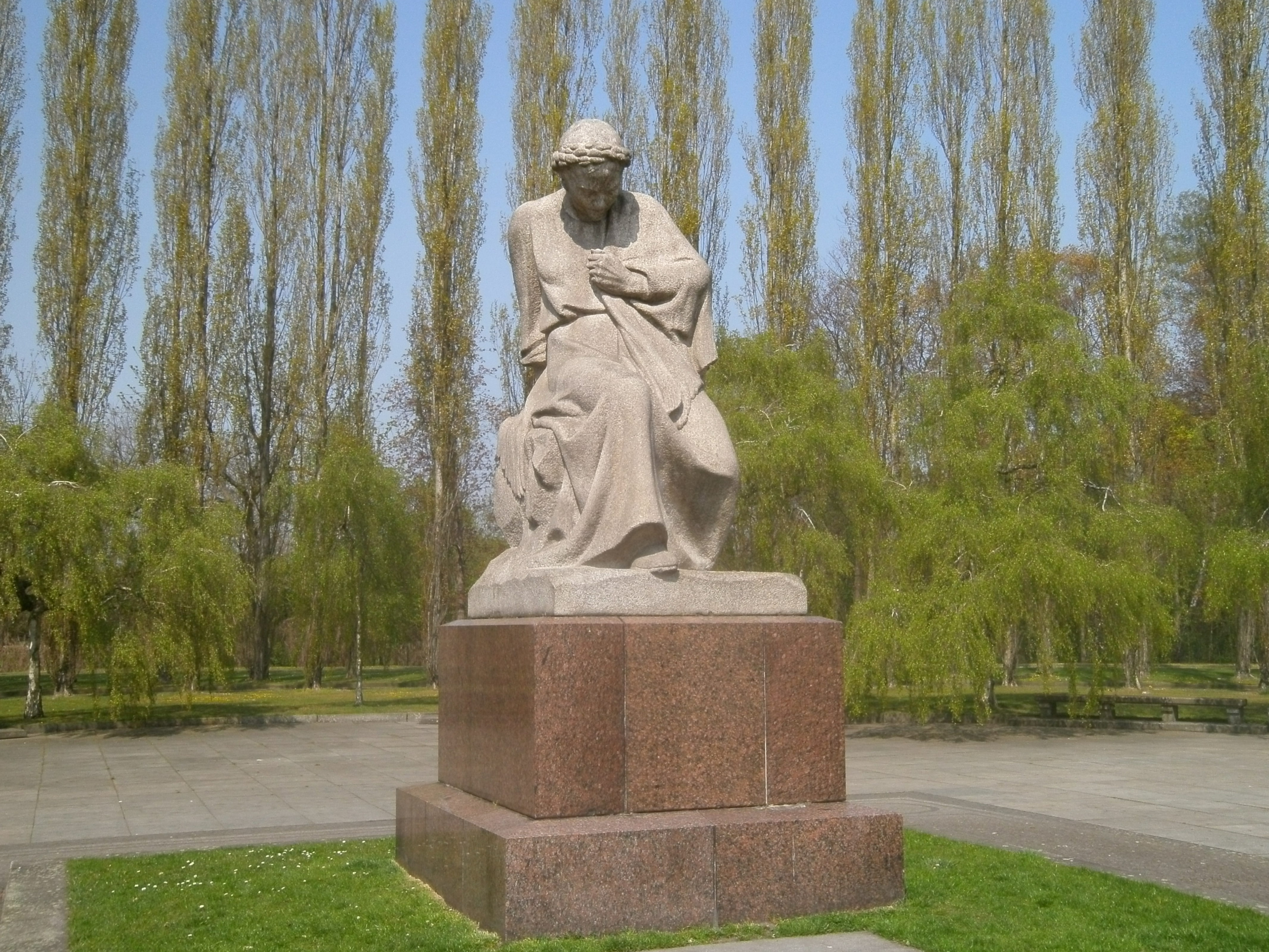
Estatua de la “Madre Patria”.
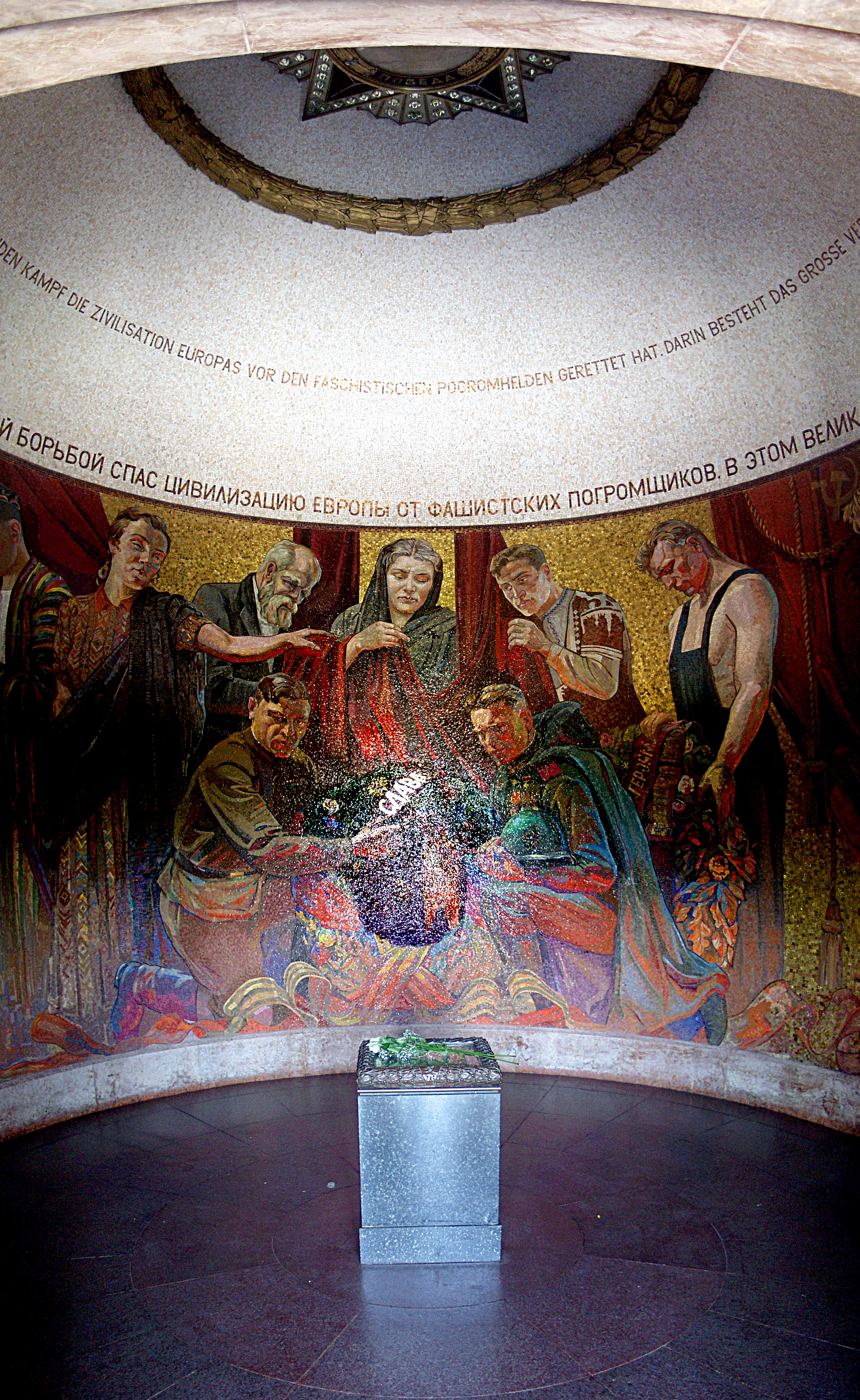
Mosaico en el pabellón, bajo la escultura principal.
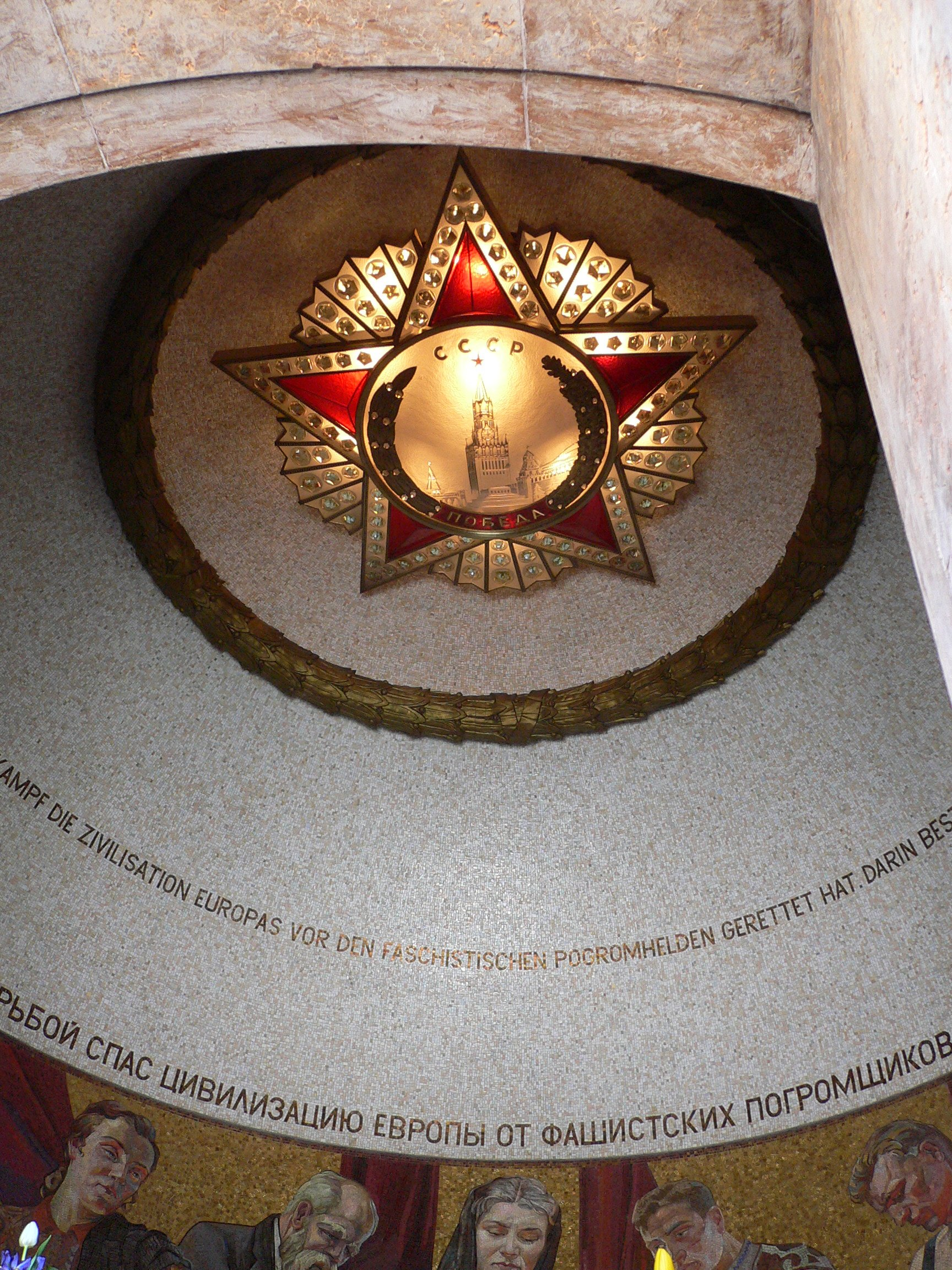
La Orden de la Victoria, en el techo del pabellón.
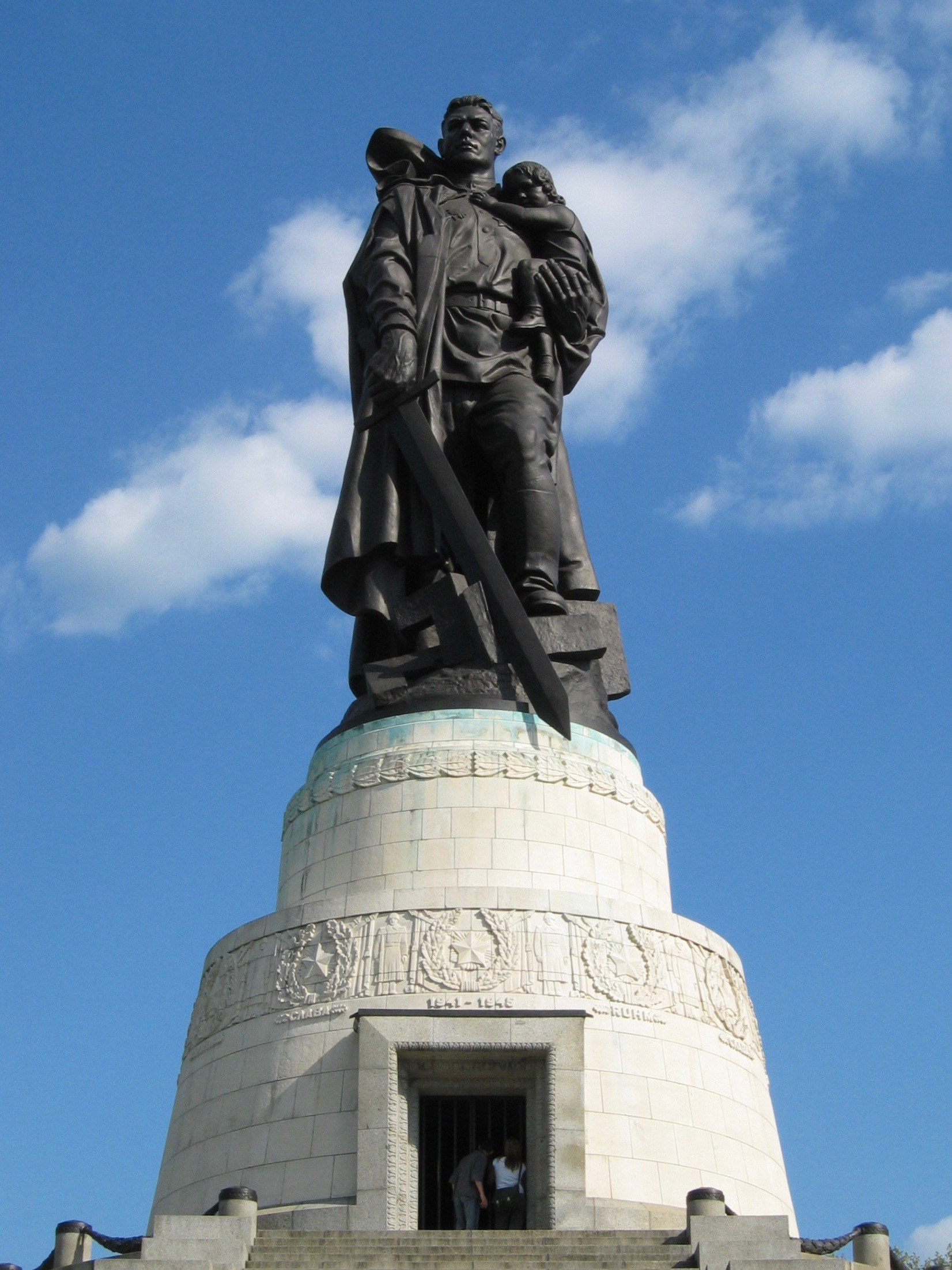
Monumento al Soldado Libertador Soviético.
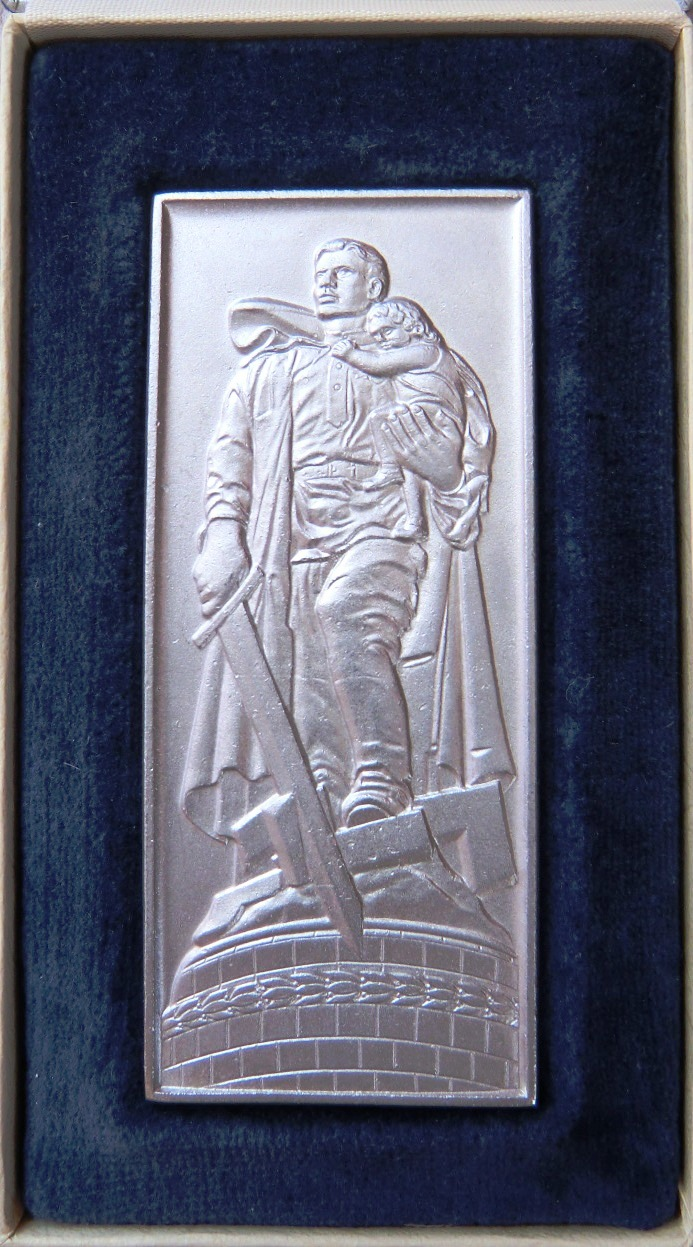
Emblema de la amistad germano-soviética.
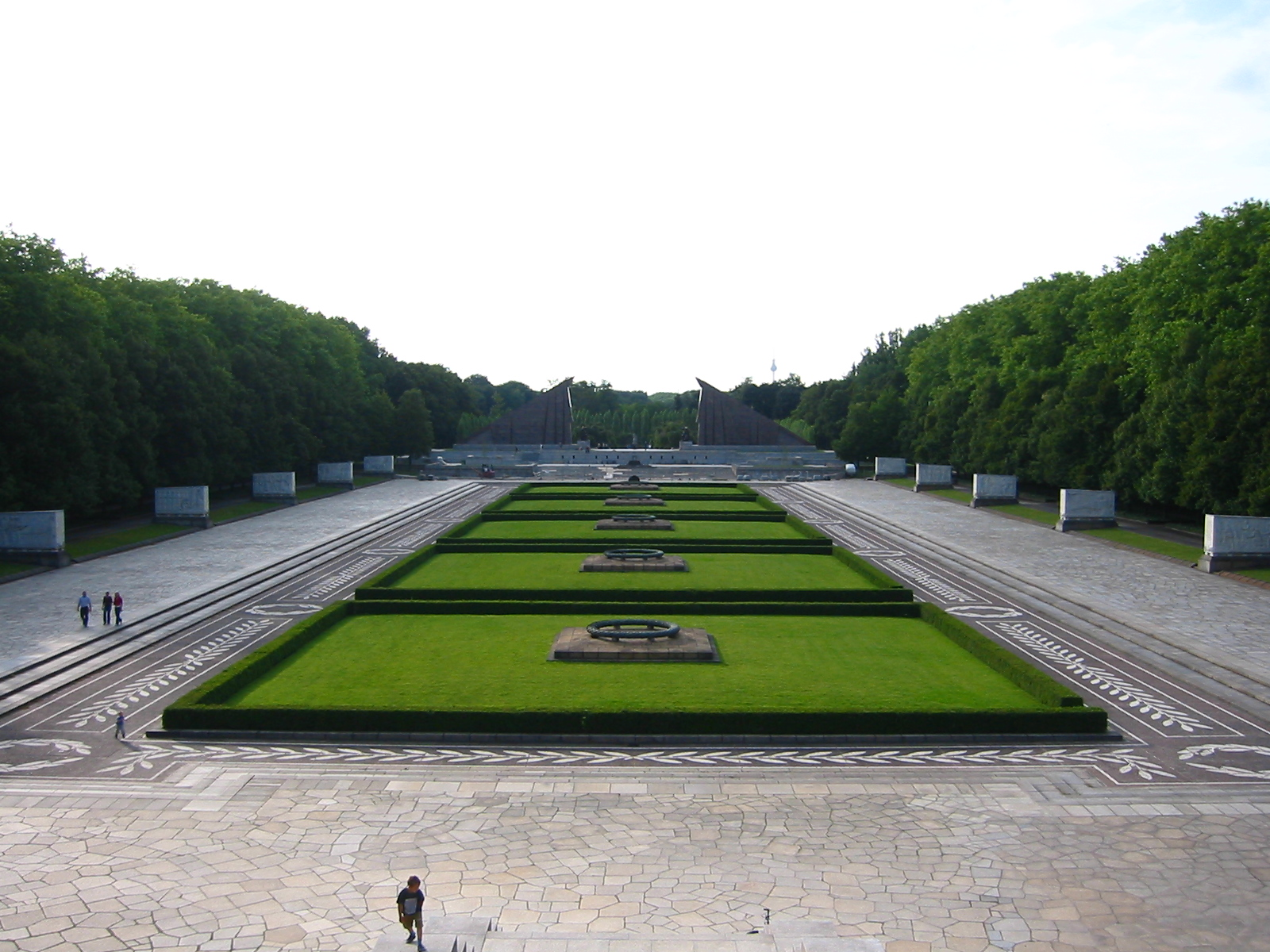
Vista general desde el cerro.
Vía central custodiada por pilares en forma de banderas soviéticas.
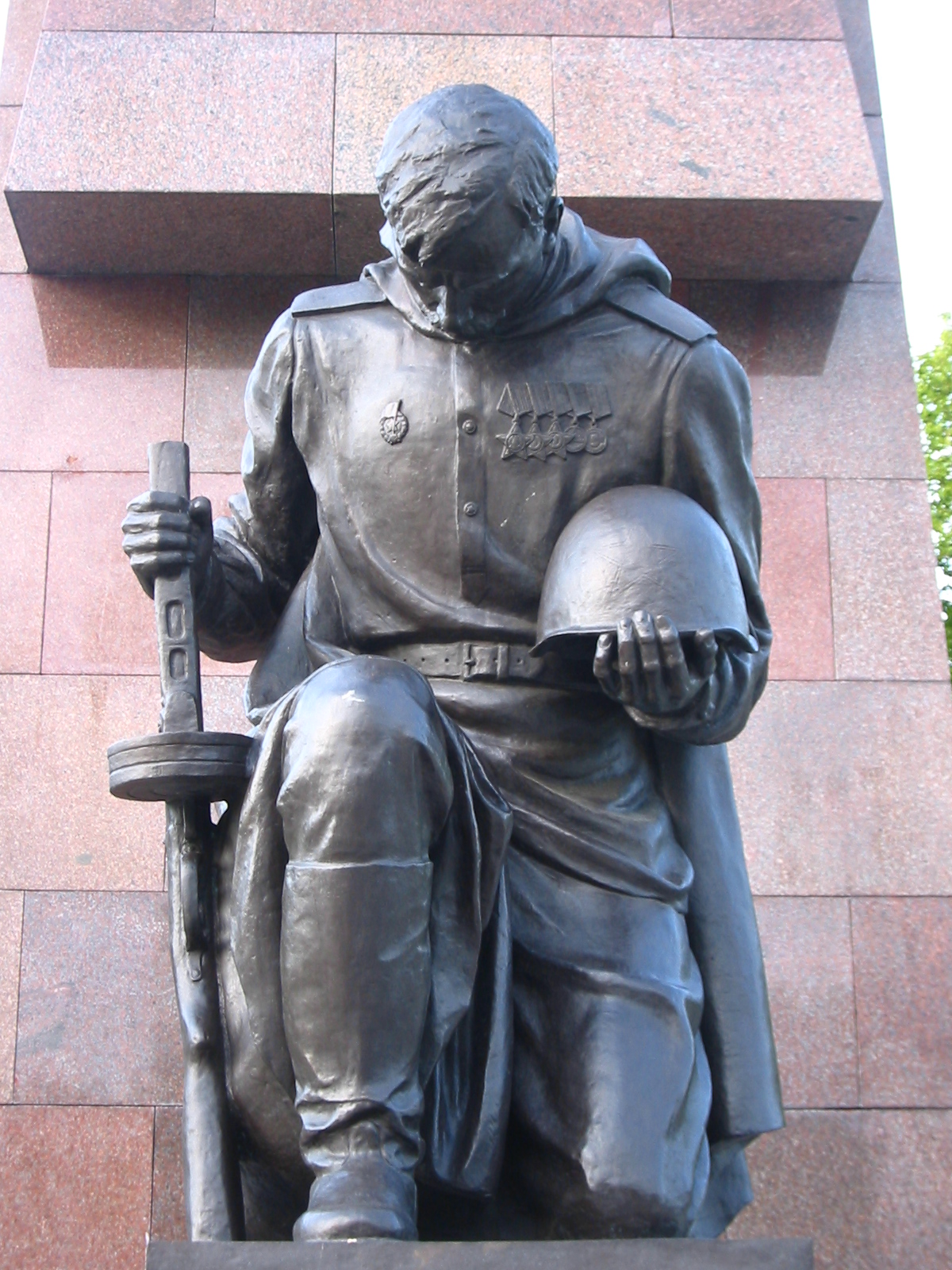
Una de las estatuas de los soldados arrodillados en la entrada.
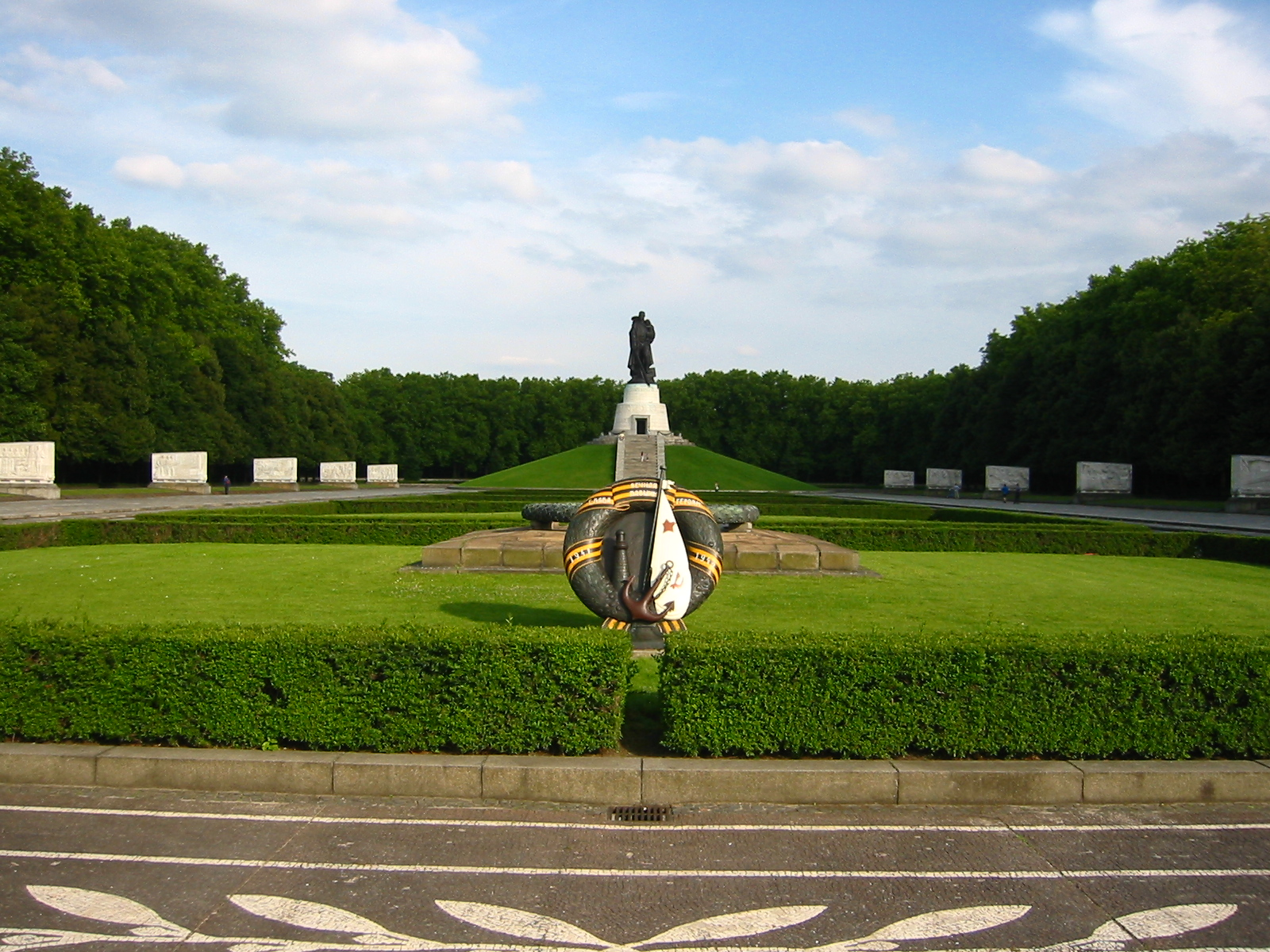
Ornamentos de bronce en el centro.
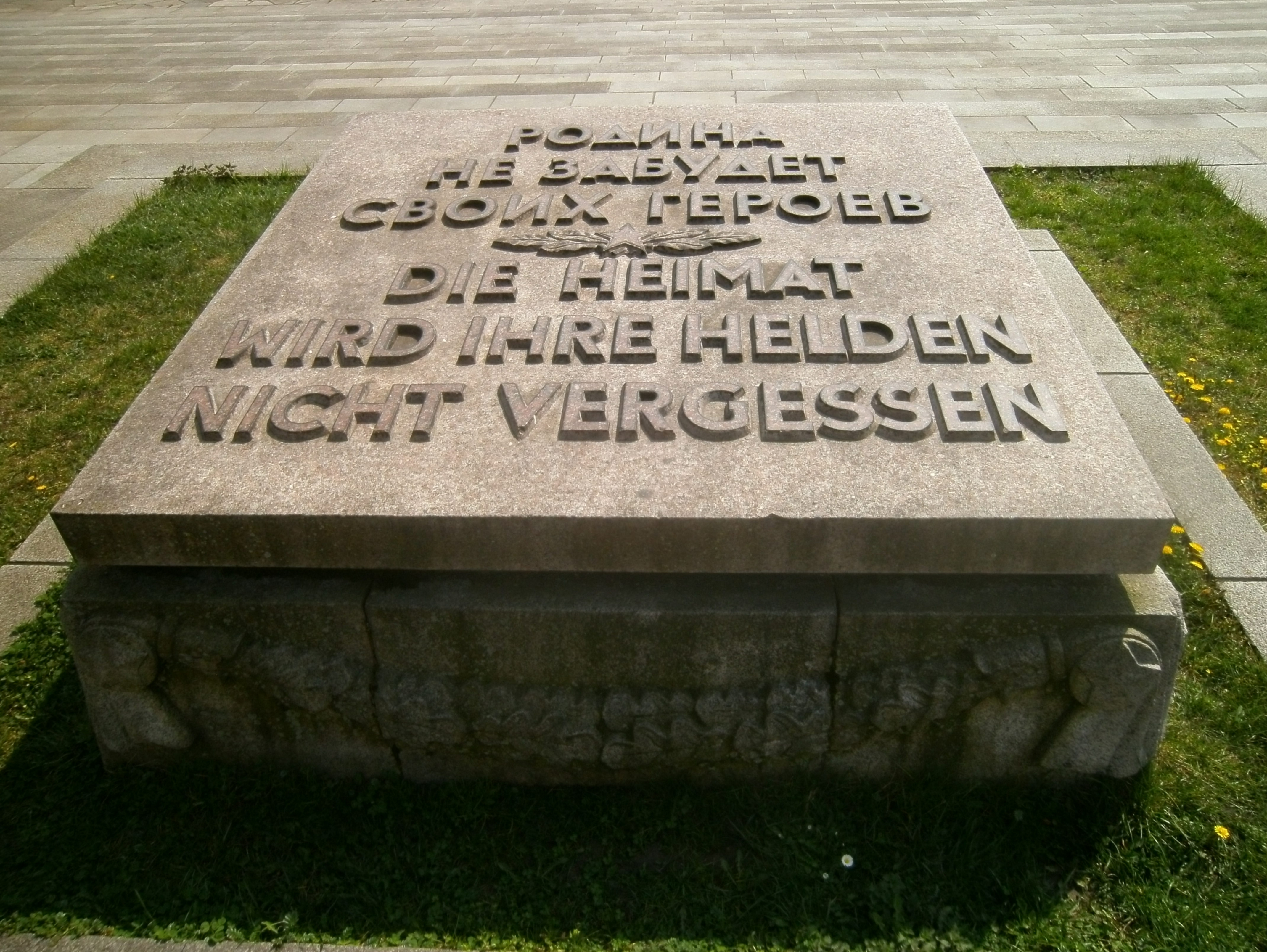
Piedra conmemorativa con la inscripción: “La Patria Nunca Olvidará A Sus Héroes”.
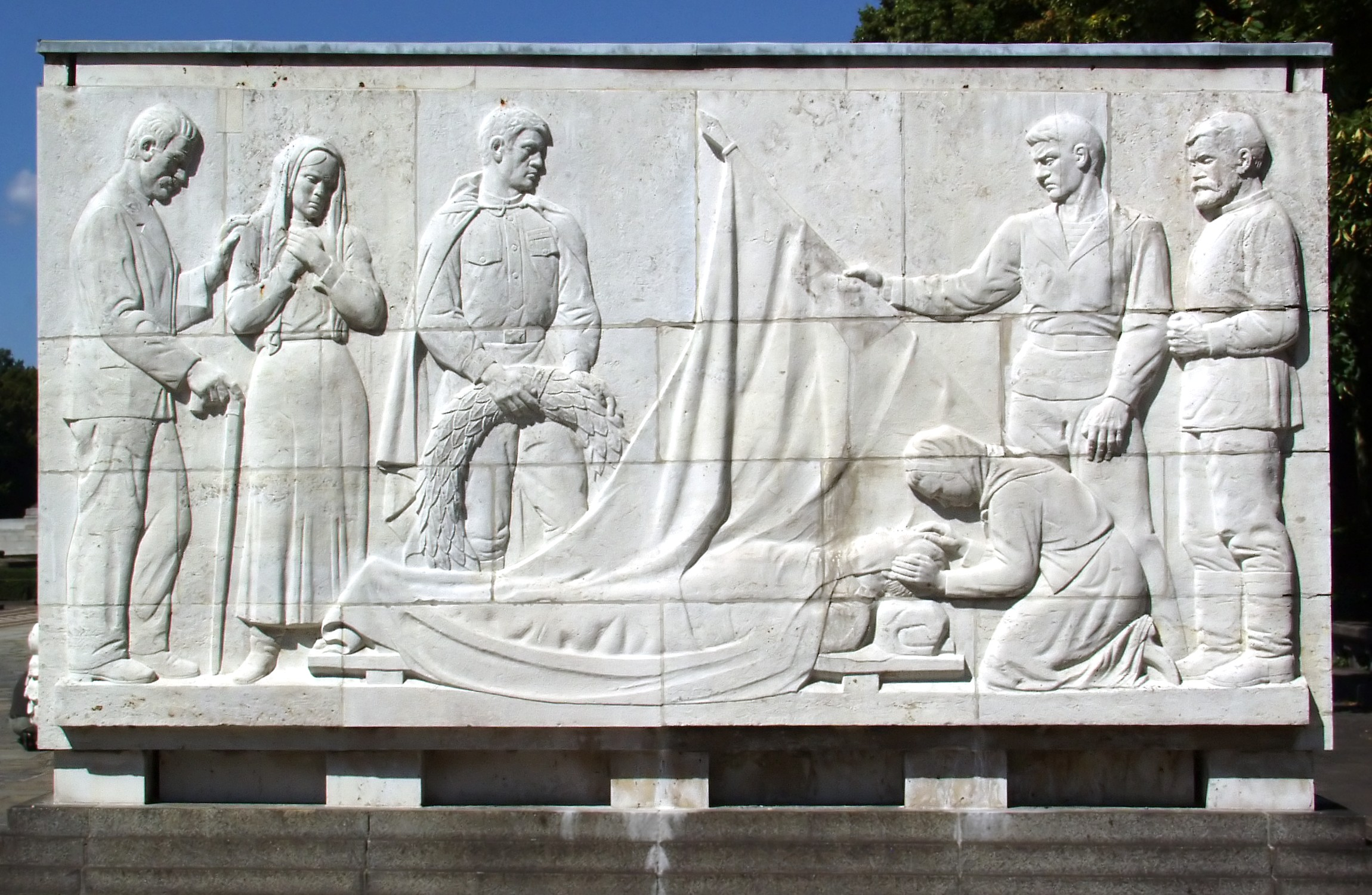
Octavo sarcófago en la fila hacia el norte. Tema: “La muerte de un héroe”.
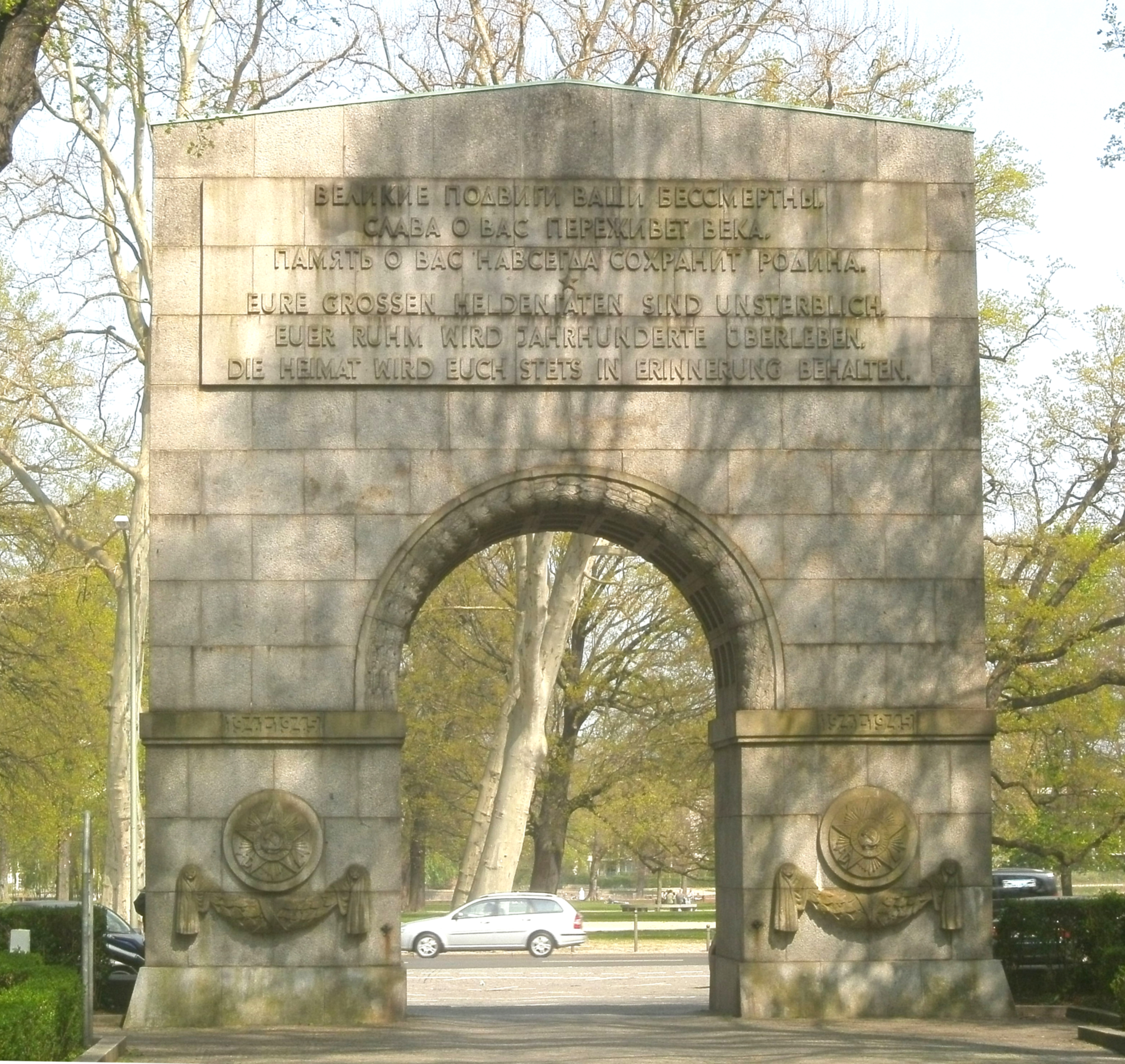
Portal en la salida del monumento.
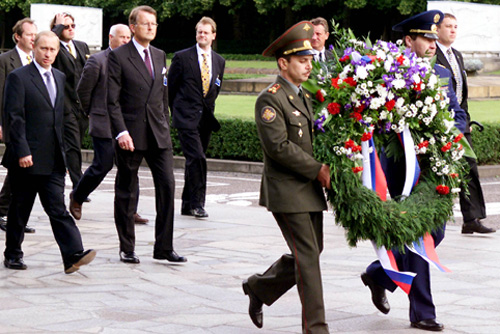
El presidente Vladímir Putin lleva una ofrenda floral al monumento.
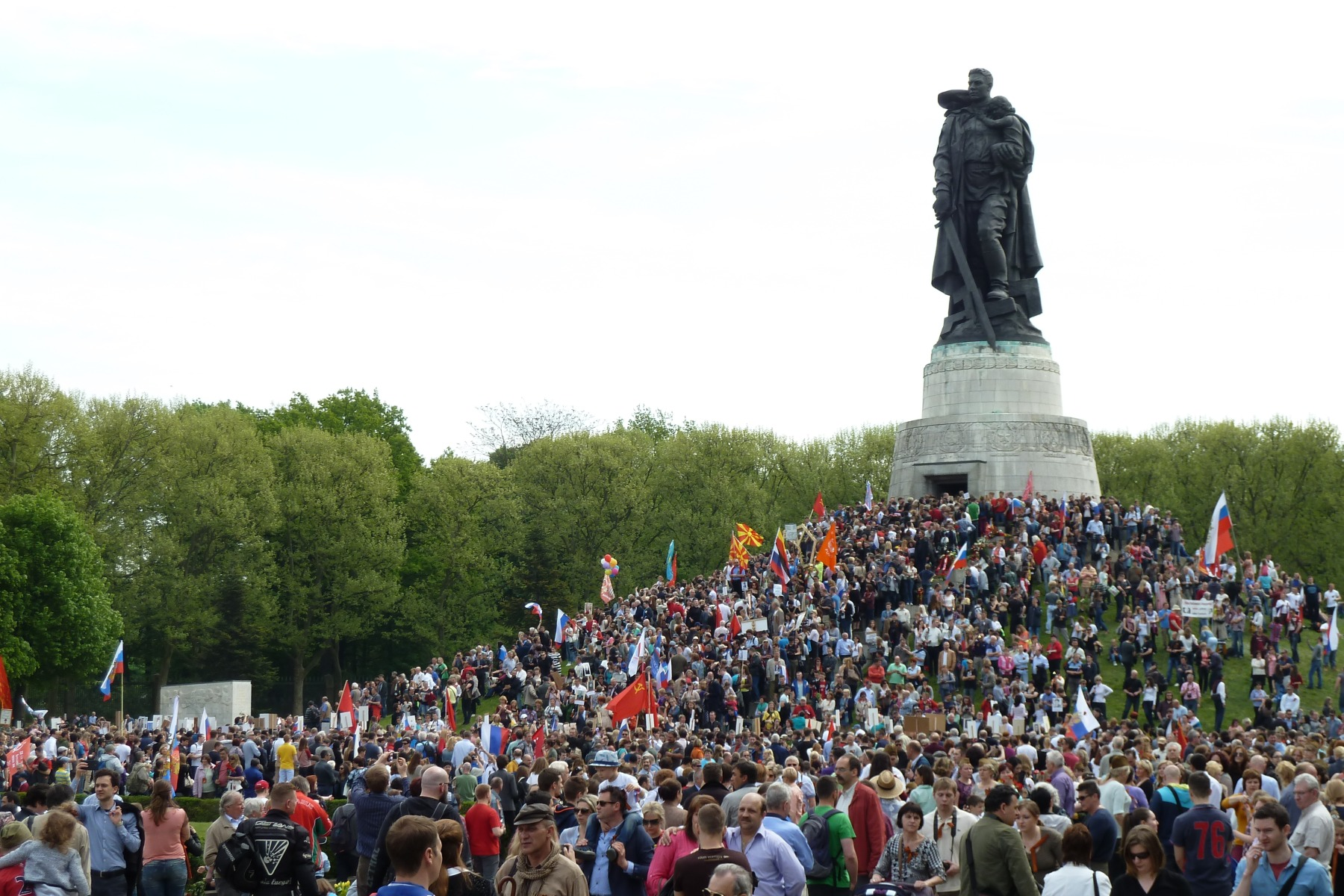
Visitantes conmemorando el 70º aniversario del “Día de la Victoria” en 2015.
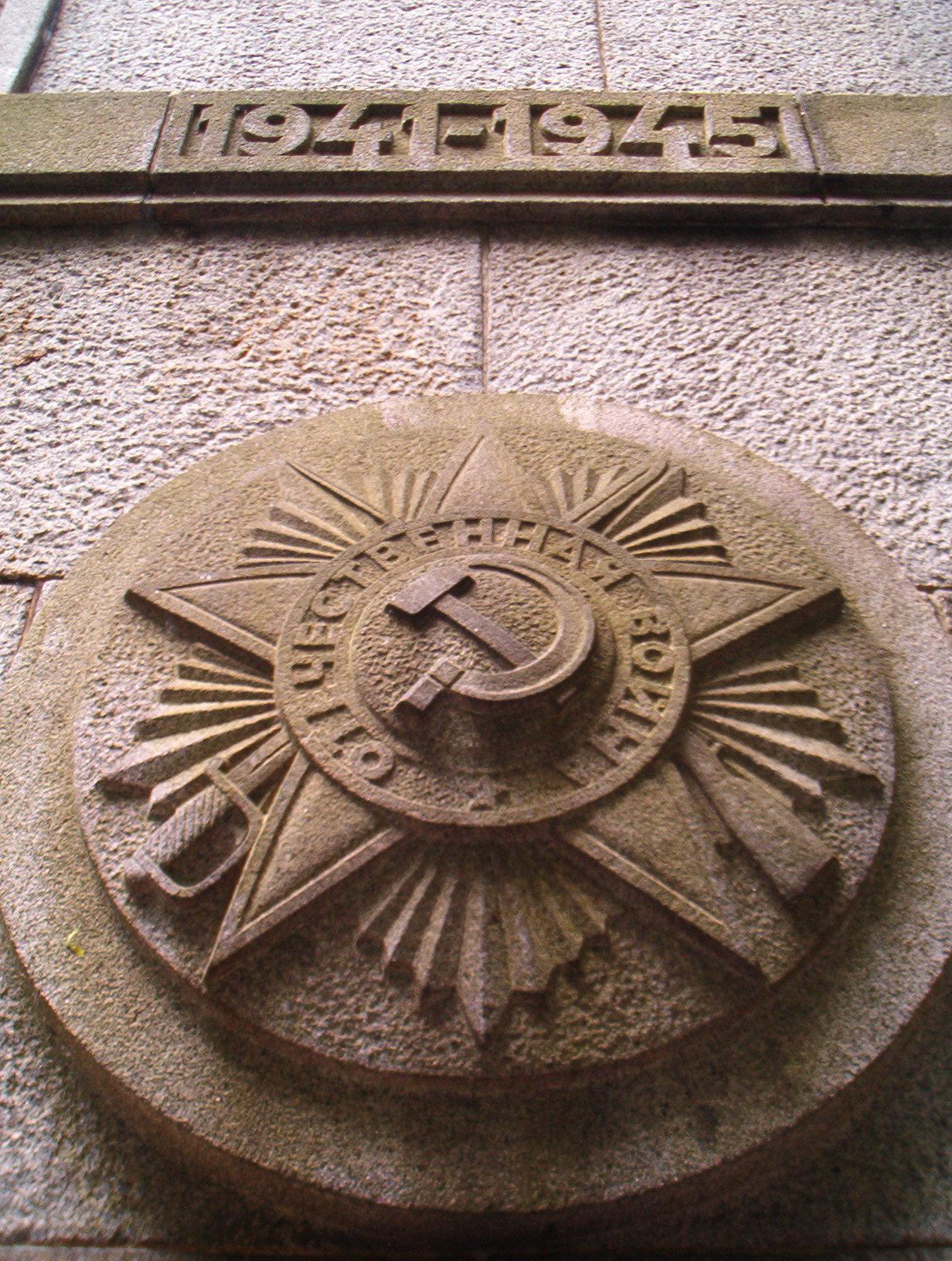
Detalle: Símbolo soviético del día de la victoria esculpido en piedra.
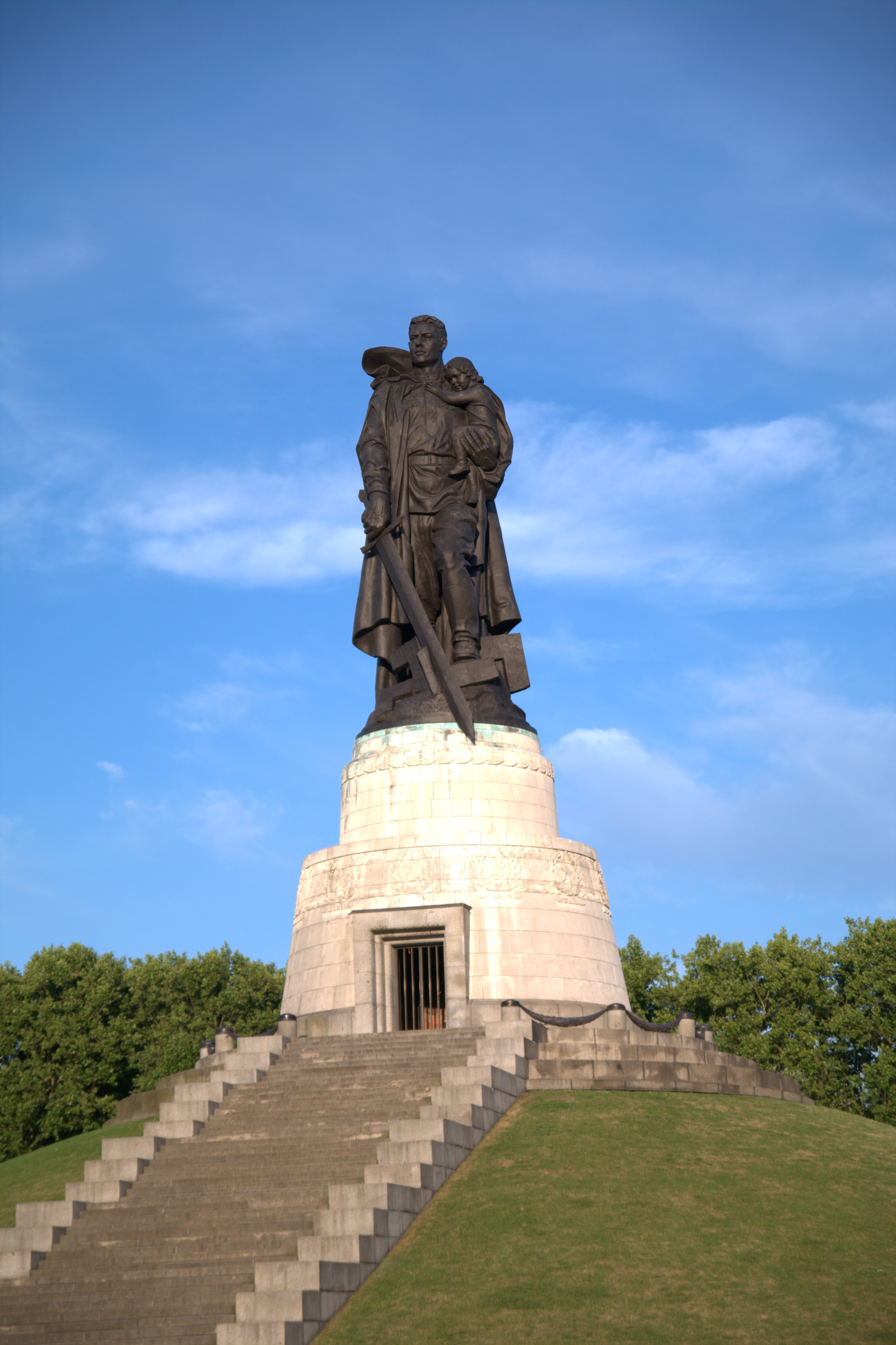
Estatua de soldado soviético.

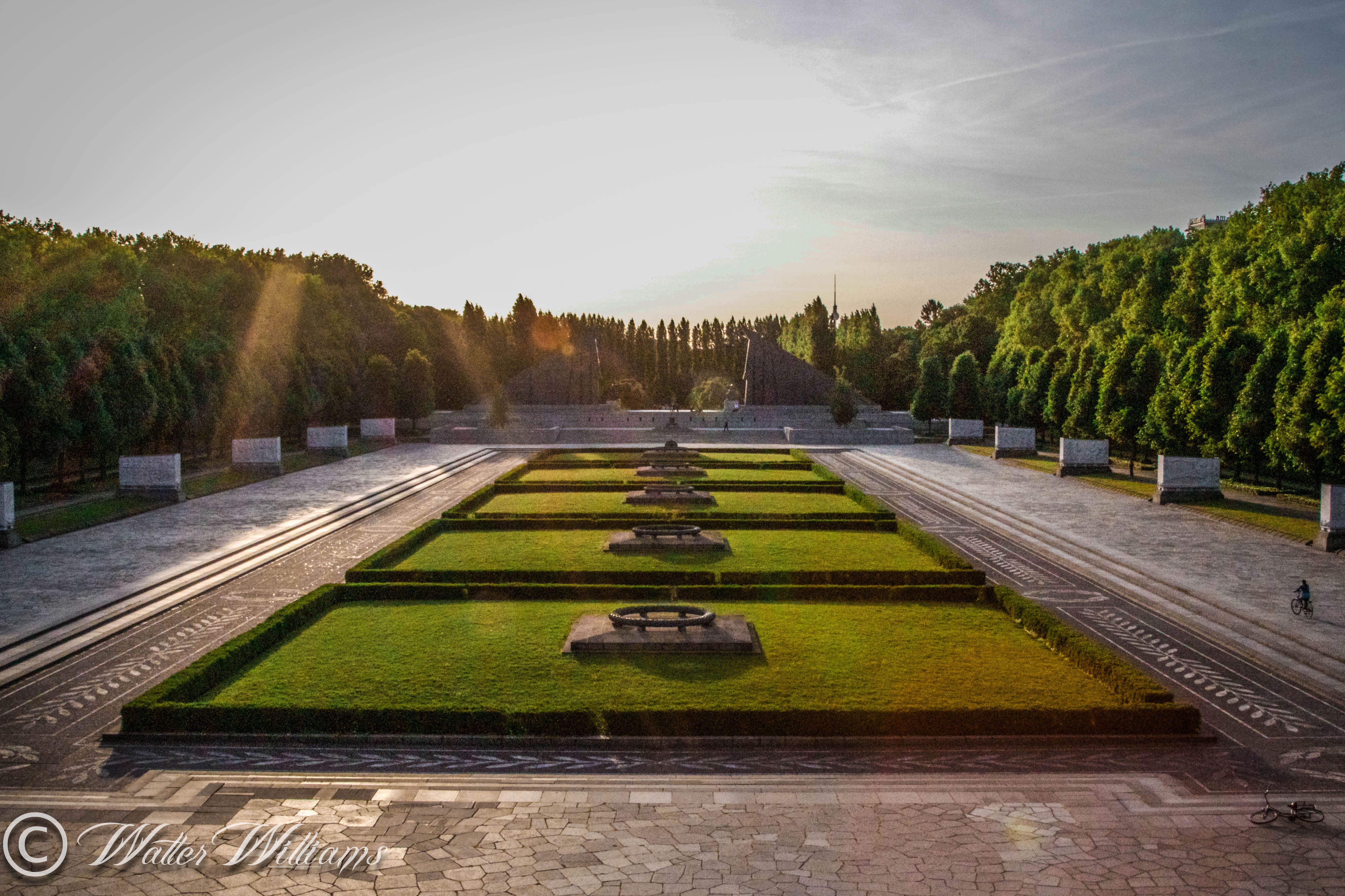
Vista panorámica de Treptower Park.